# Gerhard Kostistansky
Gerhard Kostistansky (* 24. November 1967) ist ein österreichischer Dreibandspieler und mehrfacher Österreichischer Staatsmeister.

## Karriere
Seine erste Österreichische Staatsmeisterschaft spielte er 21-jährig im Dezember 1989 in Wien, wurde jedoch nur Vorletzter. Über die Jahre spielte er sich sukzessive in der Platzierung aufwärts. 1994 erlangte er mit dem 2. Platz seinen ersten Podestplatz, ein Jahr später dann den ersten Meistertitel. Bis 2011 folgten sieben weitere Titel und vier weitere Podestplatzierungen. Er ist mit acht Goldmedaillen (Stand: Sept. 2019), nach Johann Scherz (28!) und vor Ernst Reicher (6), einer der erfolgreichsten Dreibandspieler Österreichs.
Kostistanskys größte, internationale Erfolge sind die Bronzemedaille bei der Dreiband-Weltmeisterschaft 1996 in Hattingen. Im Halbfinale unterlag er mit 2:3 Sätzen gegen den späteren Sieger Christian Rudolph. Im Spiel um Platz 3 schlug er den Niederländer John Tijssens mit 2:1. 1997 wurde er zusammen mit Andreas Efler, nach Deutschland, Vizeweltmeister im National-Team in Viersen.

## Erfolge
- Dreiband-Weltmeisterschaft:  1996
- Dreiband-Weltmeisterschaft für Nationalmannschaften:  1997
- Dreikampf-Weltmeisterschaft für Nationalmannschaften:  1995
- Österreichische Staatsmeisterschaft Dreiband:  1995, 1996, 1997, 2002, 2003, 2004, 2007, 2010  1994, 2004, 2000  2011

Quellen: 